# 保見団地

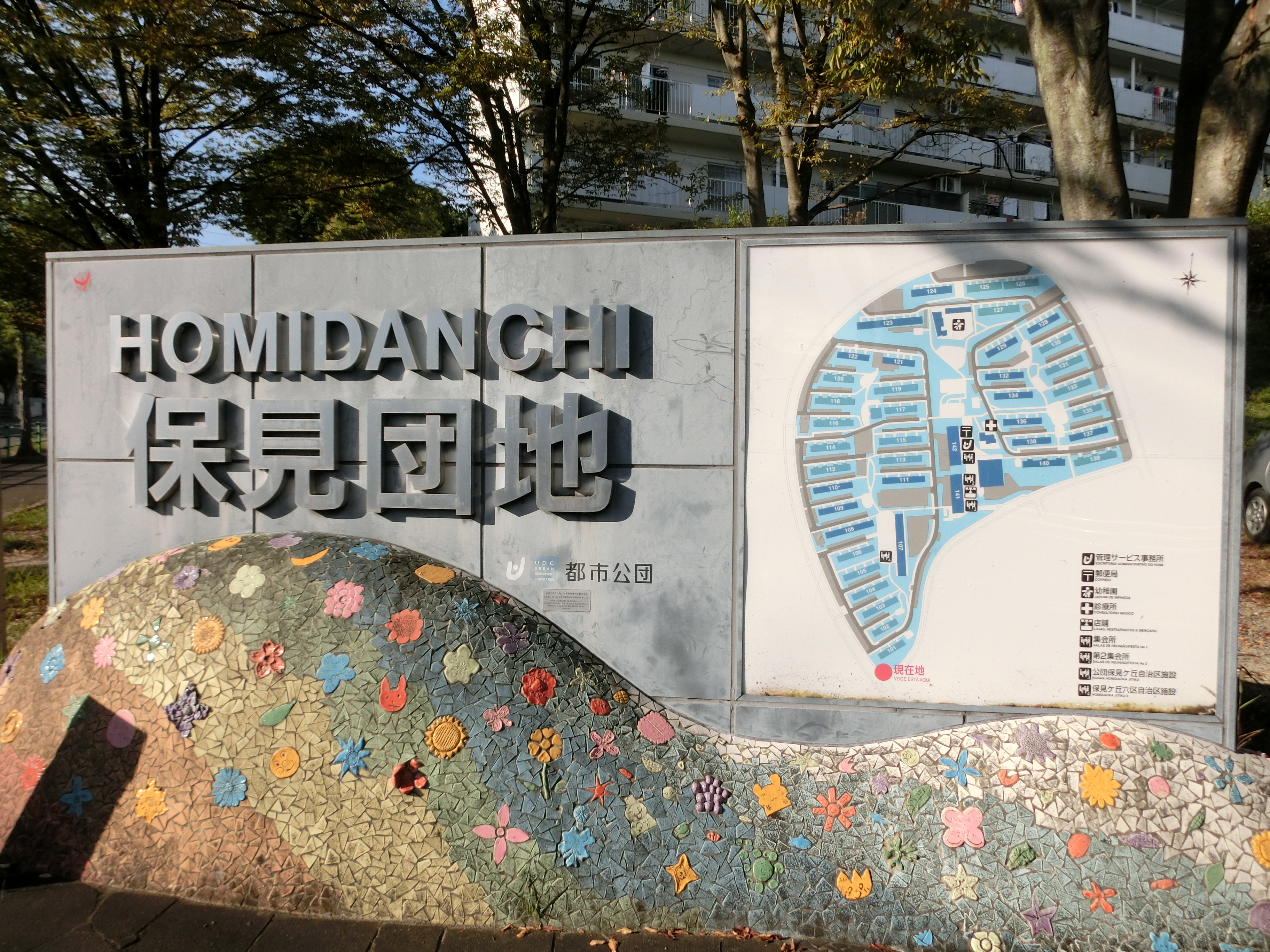
保見団地

保見団地（ほみだんち）は、愛知県豊田市保見ヶ丘にある住宅団地。知立市の知立団地同様に外国人（特に南米出身者）の居住率の高い団地として知られている。
一般的には「保見団地」と呼ばれるが住所は全域「保見ヶ丘(ほみがおか)」となっており、郵便番号は全域に於いて地域固有の〒470-0353。町域は1丁目～6丁目、山を隔て北に篠原町、東は乙部ヶ丘、西から南にかけて森林地帯と新池・大池を隔てて東保見町と隣接。また長久手市やみよし市にも比較的近い。団地内は造成開始当初から極一部を除きほぼ全域が第一種低層住居専用地域或いは第一種中高層住居専用地域に指定されており、2022年現在迄変更されていない為、大型施設や店舗の出店等に大幅な制約があり、公園以外は極一部の商業地域に小規模な施設があるのみとなっている。用途制限の規制緩和により、2016年以降は第一種地域(一低専或いは一中高)にもコンビニエンスストア等が建てられるようになったが、2023年現在で団地内にコンビニエンスストアは無い。

## 歴史
豊田市が人口増加に対応するために造成し、1977年（昭和52年）頃に入居・分譲が開始され最盛期には約12,000人余りの住民を擁した。2018年（平成30年）現在では団地内に住む外国籍住民は全住民の約55％にのぼり、豊田市立西保見小学校は外国人児童比率が約70%にも達する。
1980年代後半から、同市周辺の主に自動車関連企業へと出稼ぎに来たブラジル人が多く住むようになる。その後も増え続け、同団地はブラジル人やペルー人、ボリビア人を中心に、南米出身者が多く住むようになった。そのため同団地に住む日本人と彼らとの間に、言語の違いや文化的な価値観の違い、犯罪の多発（主に暴走族等によって）、更に日本の法律や生活に関する取り決めなどを守らないなど、様々なトラブルや問題が起きるようになる。その結果、両者の間には軋轢が生じることとなった。
1990年代に入ると、右翼関係者、並びに日本人住民とブラジル人との対立が次第に激化。1999年（平成11年）には、機動隊が出動するという暴動寸前の事態まで発生した。これを受けて、自治体の対外国人行政が飛躍的に進むこととなった。更に現在では、NGOやボランティア団体などが団地内で外国人住民への教育や、外国人住民と日本人住民との積極的な交流促進活動が行われるようになった。一般的にこのような団地を建て替える目途は50年とされ、保見団地は最初期の分譲開始から既に45年となるが未だに建て替えの話は出ず耐震補強するに留まっている。

## 概要
団地は小高い丘の上に段状となっており、県営(けんえい・1～25棟、4丁目)、公団(こうだん・123～142棟、5丁目)、緑苑(りょくえん・戸建、1～3丁目)、六区(ろっく・101～122棟、6丁目)の4つの地区からなり、それぞれ独立した自治会がある。緑苑は全戸が戸建(分譲)であり棟番号はなく、それ以外の3地区には分譲棟と賃貸棟が混在している。県営及び公団の一部と六区が「一中高」(第一種中高層住居専用地域)で、緑苑が「一低専」(第一種低層住居専用地域)、公団の残りの極一部が「商業地域」の用途指定を受けている。2016年以降、制限の緩和により第1種地域にもコンビニ等一部の建物を建てれる様になったが、2023年現在も団地内にコンビニは無い。
団地内には豊田市立東保見小学校と同・西保見小学校があり、県営のうち1～22棟と公団全棟及び保見団地と隣接する乙部ヶ丘全域が東保見小学校、県営23～25棟と緑苑及び六区の全域が西保見小学校となり選択は出来ない。団地内に中学校、高校はなく、中学校区は近隣の伊保小学校、大畑小学校と共に団地外の豊田市立保見中学校となる。但し東保見小学校区のうち乙部ヶ丘のみ全域が猿投中学校となる。
県営・公団両地区共に主に70年代～80年代にあったいわゆる「階段室型住棟」の集合住宅が多く、公団地区のうちの数棟は中層マンションとなっており、近年におけるいわゆる高層マンションやタワーマンションはない。各建物は「棟」又は「号棟」と呼ばれ各棟に棟番号が割り振られているが県営地区と公団地区では番号が連番になっておらず、棟番号でどちらの地区か一目で分かる様になっている。嘗ては近隣に同様の大規模団地がなかった為、最盛期の人口は1万人を超えていたが、近年は浄水地区等、近隣の宅地開発が進んだ事で移住する者も出始め、人口は8500人程度に減っている。近年は他の団地と同様に急速な高齢化と人口減少に悩まされているが、1990年代の対立抗争以降、日本人の入居希望者は年々減り続けている一方で、依然として日系人の入居希望者は多い。特に日本人の入居希望者は主にリタイアした高齢者だが、日系人入居希望者は比較的若い世代のファミリー層が多くなり、1990年代以前は将来的な帰国を見据えて賃貸棟に入居する日系人が大半を占めたが、2000年代に入り永住を決め家族で分譲棟に入居する日系人も増えた事もあってか、とりわけ賃貸棟を中心に空室が目立つようになってきている。
自動車の保有率が高く、子供が成人し新たに免許を取得するなどした事で1世帯で複数の自動車を所有する世帯も出始めた。駐車場は棟毎に青空駐車場が用意され各戸に割り当てられているが、原則1世帯1台分の為、2台目以降の駐車場は自ら探さねばならず、1990年代から路上駐車が増えてバス等交通に支障を来す様になった。2000年代初頭にかけてほぼ全域の道路を駐車禁止区域とした事で路上駐車はなくなったが、これにより却って各棟で駐車場が慢性的に足りなくなる事態が頻発するようになり、隣接する公園等を潰して駐車場を増設する棟も出始めたが、車の所有台数に比して駐車場の用地が圧倒的に足りず、一部の棟を除き全く追い付いていないのが現状である。また用途地域の制約により団地内に大型の商業施設やコンビニエンスストアがなく、生活の殆どを浄水等の近隣地域に依存しており、丘の最上段の地域はコンビニへ買い物に行くだけでもバスか車を使用する事が多い。最寄り駅である愛知環状鉄道保見駅からも約1㎞超離れており、団地内から同駅や名鉄豊田線浄水駅、豊田市駅へのバス（とよたおいでんバス）も団地内を通るが本数が少なく、時間に依っては電車と合わず不便である為、自動車は生活に必要不可欠である。また、県営・公団の各棟はバスが通る周回道路から枝分かれして建っており、各棟を繋ぐ道路は狭く複雑に入り組み、場所に依ってはすれ違いが不可能な事から一方通行や袋小路が多く、時として団地外からやって来る大型車の通行に度々支障を来すなどしている。その道路網の複雑さと道路幅の狭さから殆どの宅配サービス(主に宅配ピザやネットスーパー等)が配達区域外となっており、それが拍車をかけて高齢者でも益々車を手放せない状況が続いている。
近年では造成開始以来からの個人商店が後継者不足により引退したり死亡したりする等で店を畳む事もあるが、かといって新たに店を開業する者もほぼなく衰退の一途を辿る一方であり益々近接地域への依存度が高くなっている。また、1990年代の対立と2000年代の和解以降、共生を目指してきたが、結果として日本人と外国人のコミュニティは完全に分離してしまい、共生ではなく棲み分けに近い状態となってしまっている等、これらの要因も相俟って、特に日本人側のコミュニティに於いて急速な高齢化が進んでいる。
県営住宅・公団住宅共に入居・分譲開始から各棟40 - 45年が経過しつつあるが、未だ大規模な建て替えは行われていないままであり、各棟がそれぞれ耐震補強するに留まっている。その為、設備等も当時のままとなっており、リフォーム等を行っていなければ未だに浴室がバランス釜になっている部屋もある一方で用途地域の制約からか大型の商業施設等の制約も大きい為、再開発なども行われないまま高齢化と人口減少が進む一方となり地域の活性化が課題となっている。
2010年頃になり漸く団地内ほぼ全域に光ケーブルが通り中継局も作られたが、それまではADSL回線であった。豊田市のケーブルテレビは「ひまわりネットワーク」

## 交通
とよたおいでんバスが団地内と愛環線保見駅・名鉄豊田線浄水駅・名鉄三河線豊田市駅、隣接する乙部ヶ丘とを結んでいる。団地内にバス停は数ヶ所あり、周回する形で片方向回りとなっている。団地の入口にある「東保見町池下」交差点から保見駅までは徒歩10分程度である。

## 主な施設

### 公共施設
- 豊田保見ヶ丘郵便局 - 保見団地内にある豊田北郵便局管内の特定集配局で窓口営業は平日のみ。郵便番号は〒470-0353でゆうちょ銀行ATMは1台のみ。団地外にある保見郵便局とは別。2023年4月、ATMが新台に入れ替えられ、郵便ポストも新しい物に交換された。簡易も含め、近隣に他の郵便局はない。
- 保見運動広場 - 団地内にある運動場で通称は「保見グランド」。トイレ有。毎年行われる保見ヶ丘夏祭りを始めとした地域内のイベント会場としても使われる。2010年頃照明が設置されナイター対応となった他、隣接のテニスコートも2000年頃にリニューアルされたが、その際に廃止となった旧テニスコートは今も使われないまま残されている。2015年頃になって自販機が設置された。2025年に入り、テニスコートに隣接する形で駐車場が整備された。

### 学校・教育施設
- 豊田市立東保見小学校 - 保見団地に隣接する乙部ヶ丘も全域が校区内に含まれる。
- 豊田市立西保見小学校 - 1988年、保見団地の人口増加に伴い東保見小学校から分離する形で開校。
- 豊田市立保見中学校(団地外) - 団地内にある東保見小学校及び西保見小学校の両校の他、近隣(団地外)の伊保小学校と大畑小学校も保見中学校区となる。但し東保見小学校区のうち乙部ヶ丘に限り猿投中学校区となる。
- 社会福祉法人清心会 東保見こども園
- 大好学園 幼保連携型認定こども園保見ヶ丘幼稚園
- 学校法人倉橋学園 伯人学校イーエーエス豊田 - 所在地は保見町山ノ田。ブラジル政府公認のブラジル人学校。2020年1月、浄水町から移転。団地外だが保見団地のブラジル人児童も多く通学している。

### 医院等
- 保見診療所 - 保見団地内唯一の診療所。団地内の日系人の他、団地外からの患者も受け入れている。
- 保見団地歯科診療所 - 保見診療所に隣接。保見団地内の歯科としては長かったが、2024年1月頃に廃業。
- 加藤歯科保見ヶ丘クリニック - 保見ヶ丘1丁目。「保見緑苑」エリア内。2025年現在、午後の診療は休診中で午前のみとなっている。

### 商業施設・商店・喫茶店
- FOXタウン保見店 - 静岡県磐田市に本社を置く株式会社アイ・ビー・カンパニーが運営するフォックス・マートを中心とした小規模な複合施設。日系人向けのテナントが多く、1Fがピロティ式の駐車場、2Fにフォックス・マートが入り3Fはテナント街、屋上がフットサルコートになっている。旧名鉄パレ保見店跡地で、建物は当時のまま使用されている。
- リカーハウススギヤマ - 通称「杉山酒店」。後継者不在により2020年閉店、これによりヤマト運輸の取扱も終了した。自販機と郵便ポスト及び公衆電話のみ店外に残されていたが、2022年に入り公衆電話が撤去された。2024年現在、既に閉店しているものの看板は掲げられたままとなっていて、自販機と郵便ポストも残されており、郵便物は現在も豊田北郵便局が回収に来ている。
- 予約専用日本茶カフェ みるる - 2020年4月、保見ヶ丘2丁目に移転開業。移転前は梅坪にあり、当時から人気店だったとの事。2023年10月より日本茶専門カフェからカレー専門カフェへとリニューアル。
- チコム保見 - 主にパナソニック製品を扱う電器店で嘗てはナショナル製品を取り扱っていた。後継者不在により一旦は閉店したがすぐに後継者が現れ再開した。隣にクリーニング店「エンジェル」を併設。
- 巫女し - 保見団地内にある寿司屋。UR公団141棟1Fにテナントとして入っている。旧名鉄ストア時代からある老舗。
- ファミリーマート豊田保見ヶ丘店 - 店名は「保見ヶ丘店」となっているが団地外にあり住所地は東保見町池下となる。2019年2月に改装を経てリニューアルした。フランチャイズではなく本部の直営店。
- セブン-イレブン豊田東保見町店 - 保見団地から最寄りのコンビニだが住所地は東保見町山洞であり団地外となる。旧有限会社サントミ保見。当初はこの場所がファミリーマートだったが、後にセブンイレブンに鞍替えした。2017年5月に改装工事を経てリニューアル。

嘗ては名古屋銀行保見支店があったが浄水支店新設の際に統合され現在はATMのみFOXタウン内に設置されている他、団地内各地に遊具付の公園が点在している。1997年頃迄は個人商店の八百屋、2005年迄名鉄パレがあった。団地内にコンビニエンスストアはない。

### 美容室・理髪店等
- ヘアーサロンワダ - 完全予約制の整体「カイロプラクティックチアフル」を併設。開業当初は「和田とこや」であり、看板は現在も変更されていない。
- 保見ヘアーサロン - 2024年7月頃に閉店。
- ビューティーサロンユミ
- 美容室LOOP

### その他
- NPO法人保見ヶ丘国際交流センター - 豊田市からの委託を受け、保見団地内の日系人を対象とした日本語教室等を行っている。
- 独立行政法人都市再生機構中部支社保見団地管理サービス事務所 -　URのサービスセンター。URが管理する公団住宅棟への入居者を募集している。2022年迄担当は星ヶ丘サービスセンターだったが、2023年に入りみよしサービスセンターに変更された。
- 高齢者生協ケアセンターほみ - 愛知県高齢者生活協同組合が運営する福祉事業所。2011年開設。放課後等デイサービスや要介護者への介助等を行っている。
- ロイアルトラベルサービス - 公団141棟1Fにテナントとして入っており、主に日系人向けに旅行業務を行っている。

## ギャラリー

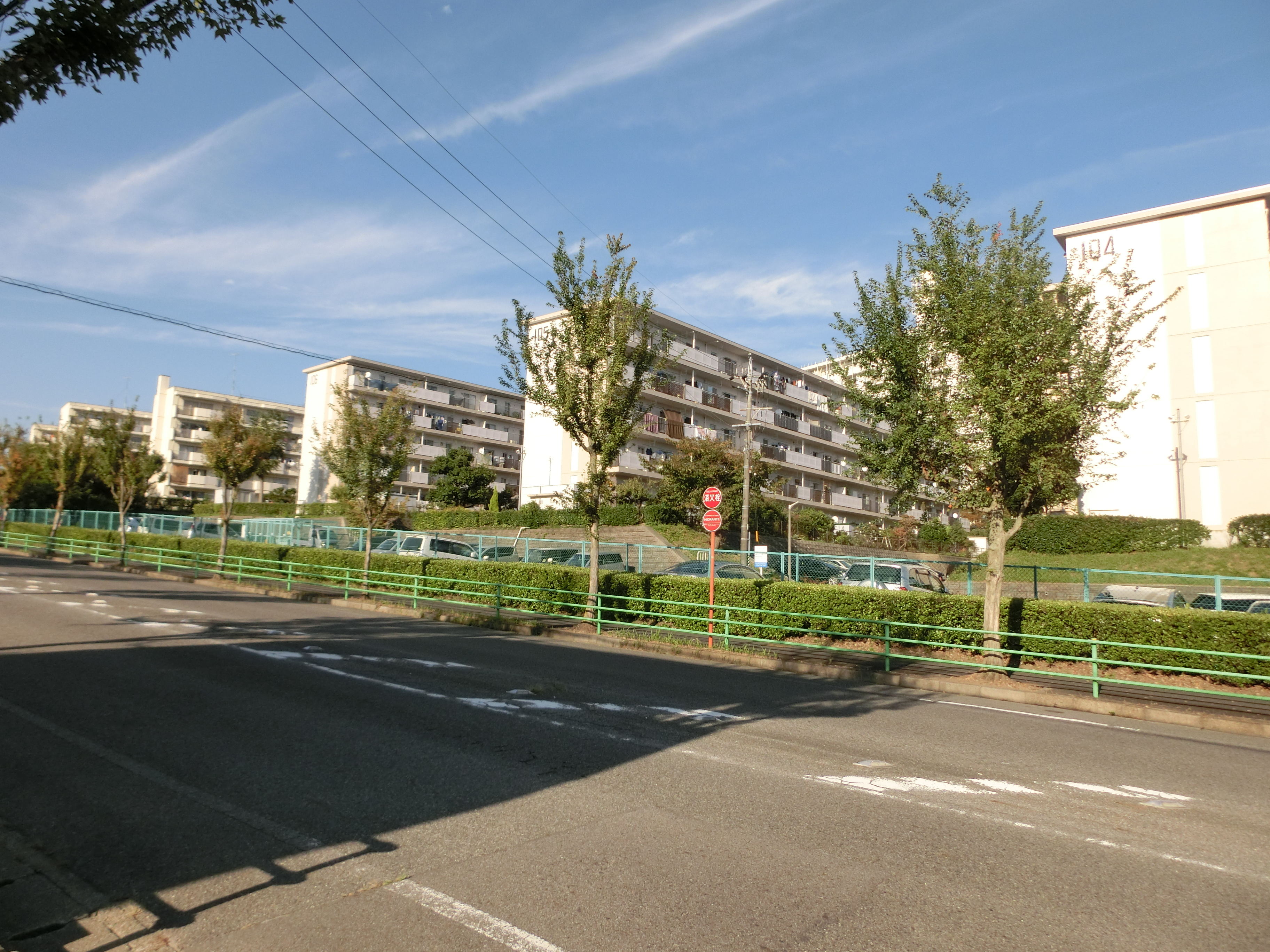
団地の街並み
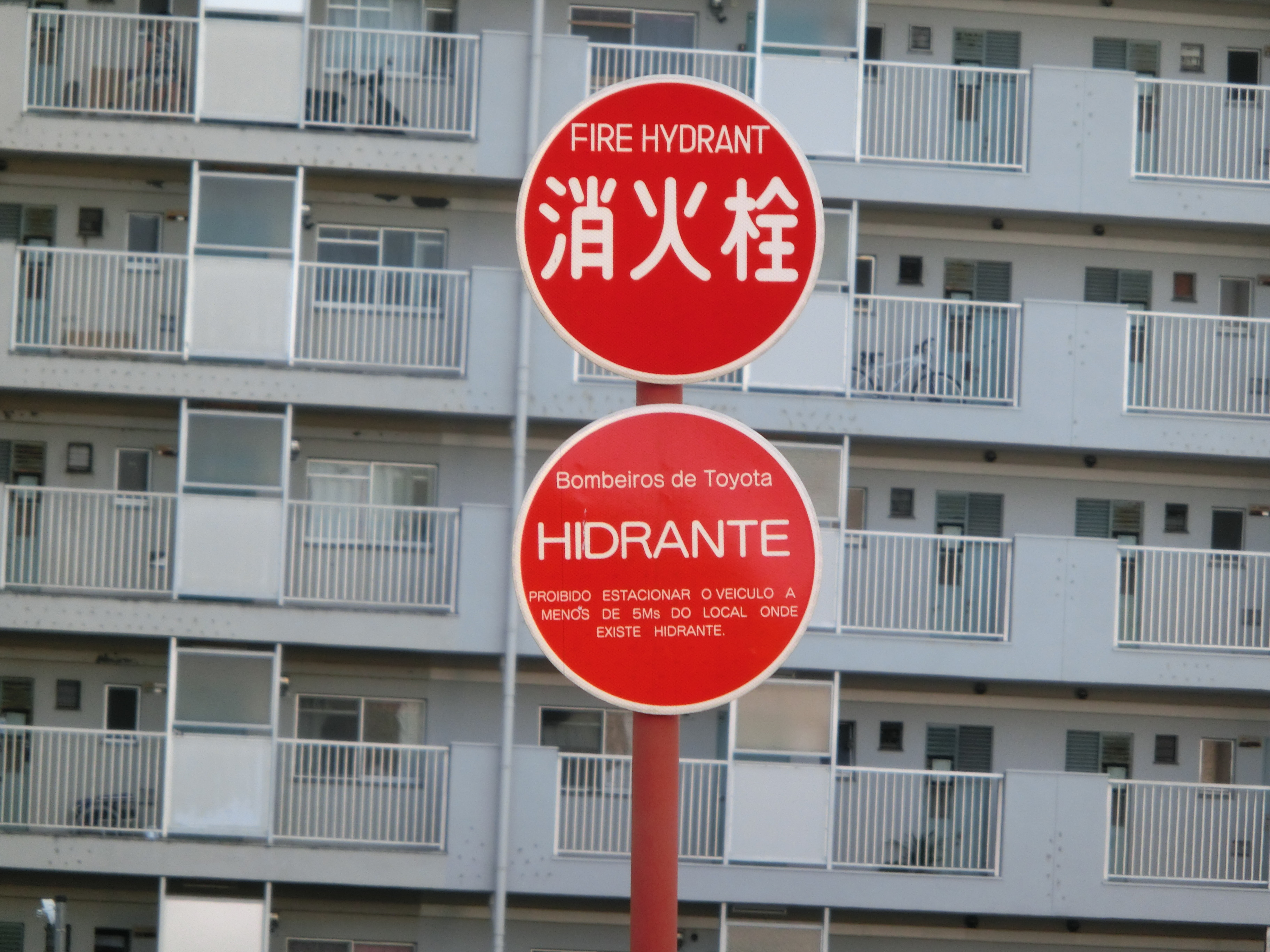
消火栓の標識。日本語とポルトガル語で書かれている。
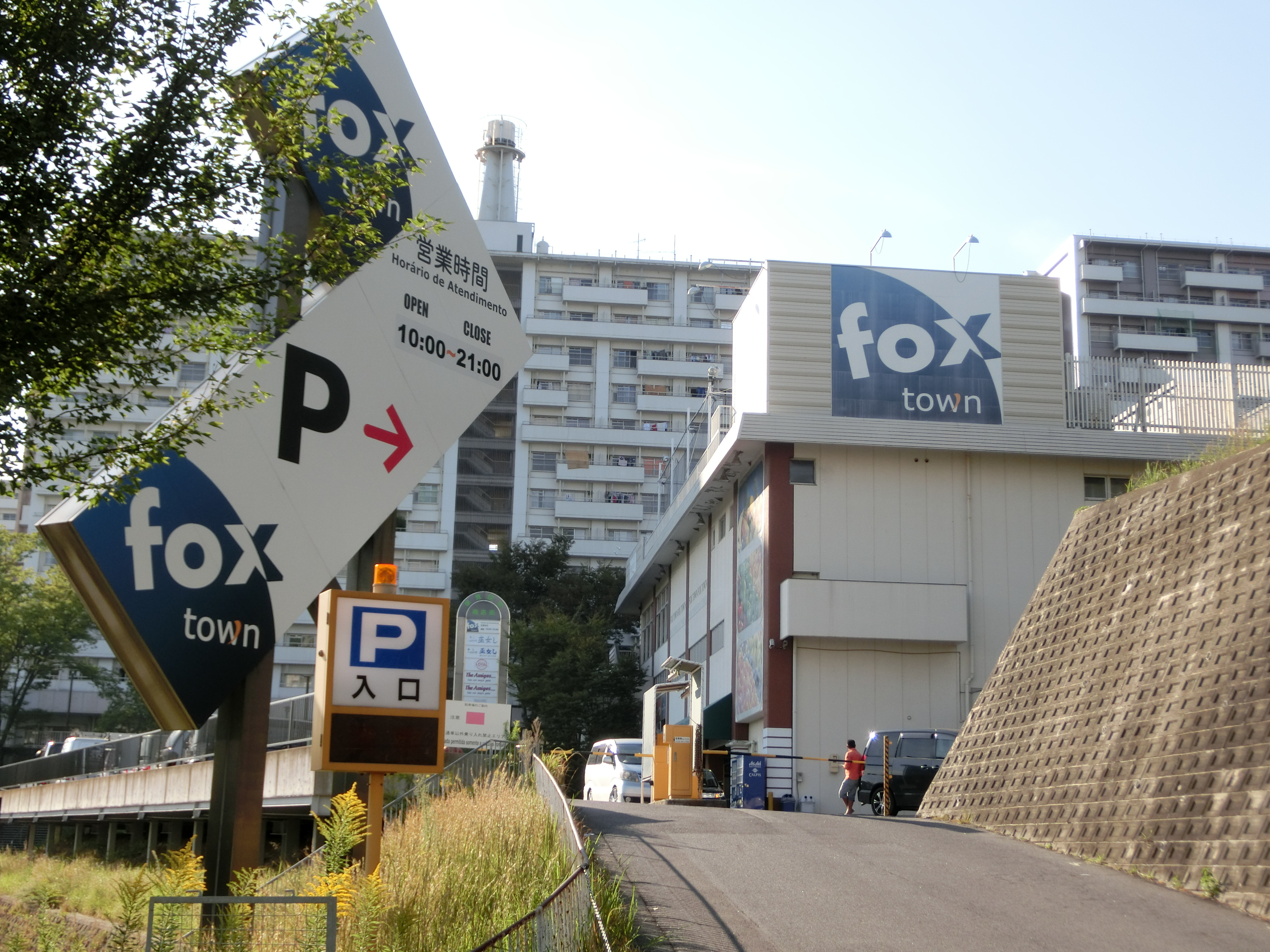
ブラジル系のスーパーマーケット
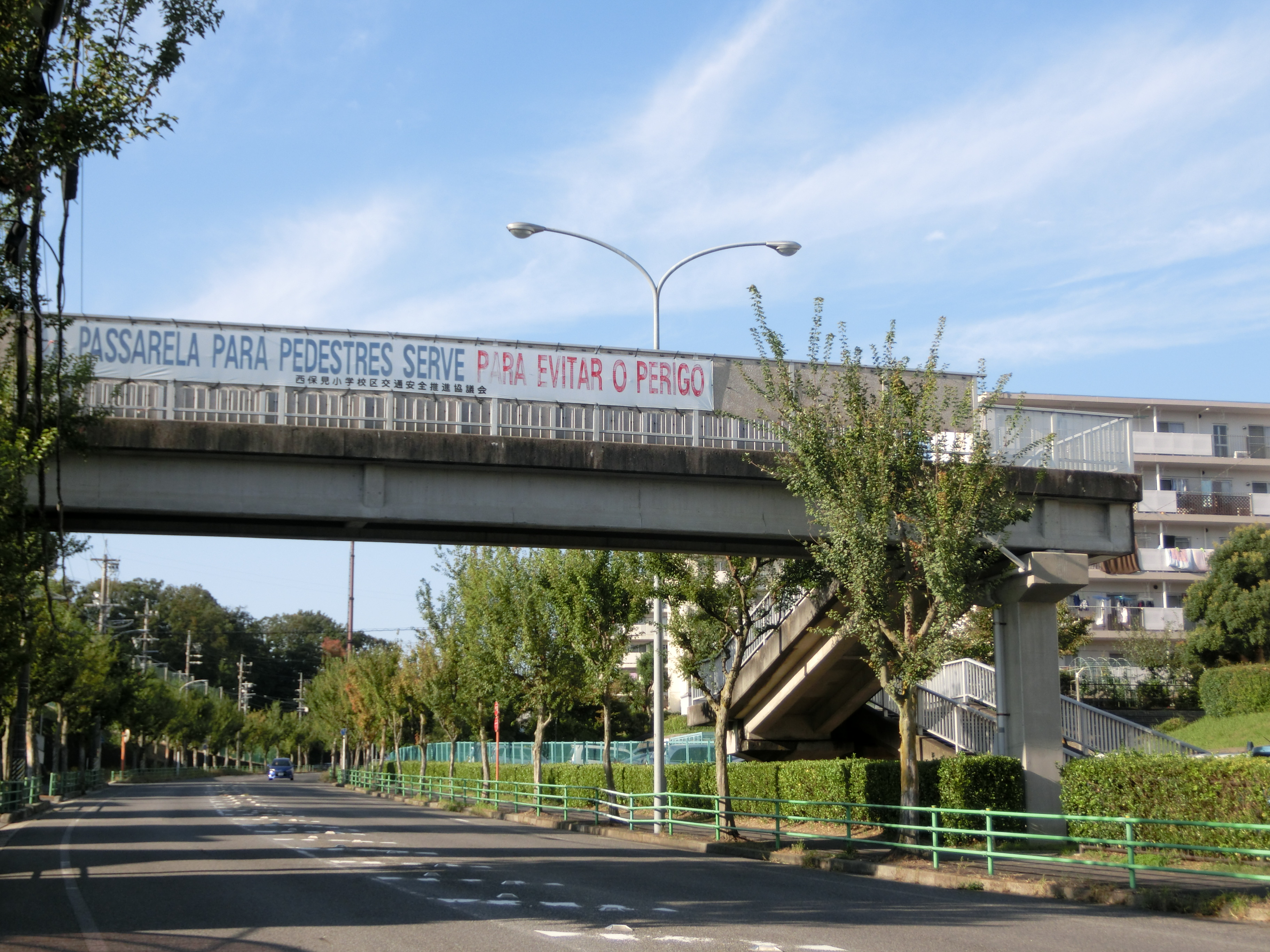
ポルトガル語で書かれた交通標語
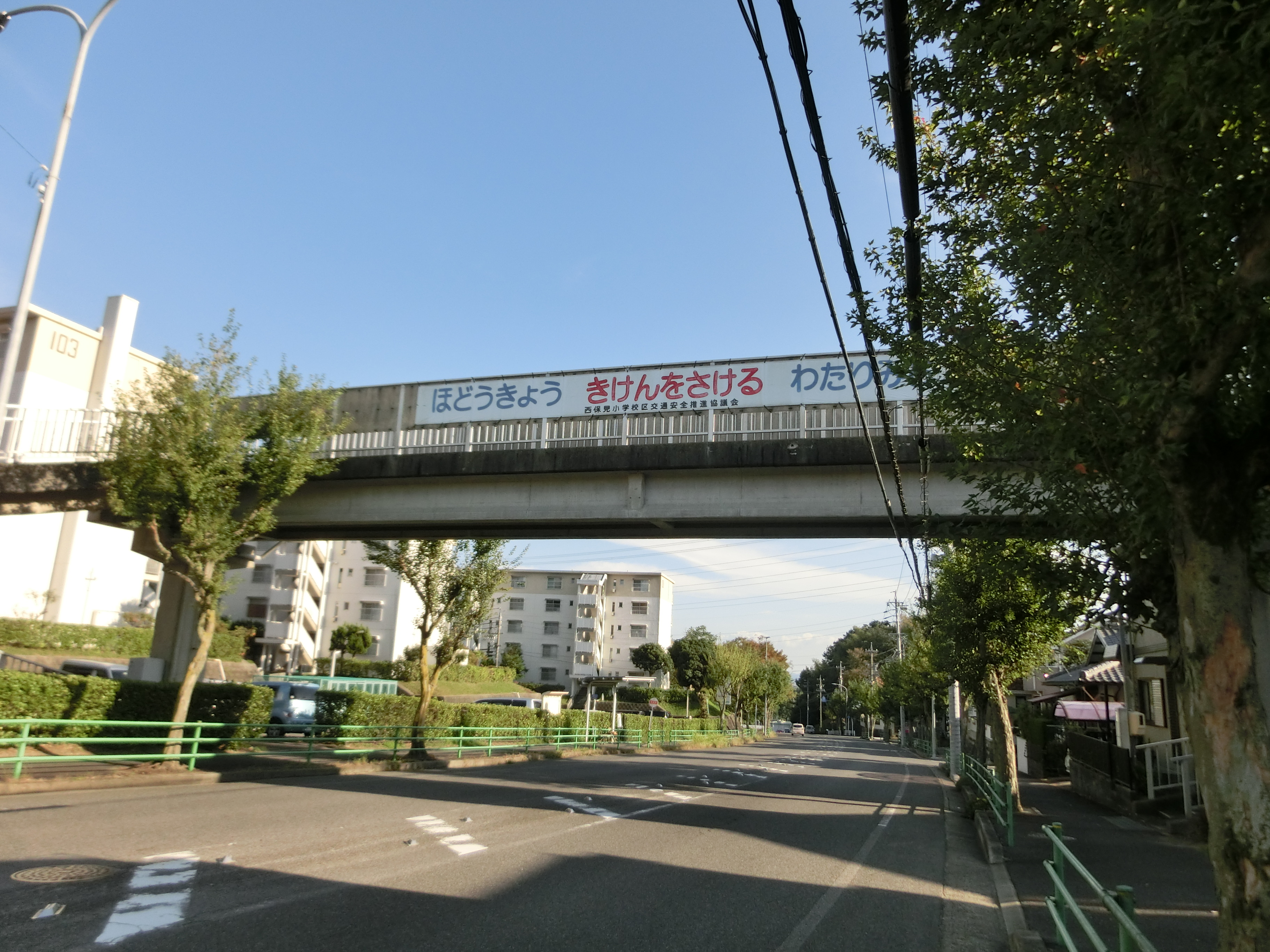
左のポルトガル語表記の元となった日本語の交通標語